# From Hell I Rise
 (juin 2024).
La mise en forme du texte ne suit pas les recommandations de Wikipédia : il faut le « wikifier ».
Les points d'amélioration suivants sont les cas les plus fréquents. Le détail des points à revoir est peut-être précisé sur la page de discussion.
- Les titres sont pré-formatés par le logiciel. Ils ne sont ni en capitales, ni en gras.
- Le texte ne doit pas être écrit en capitales (les noms de famille non plus), ni en gras, ni en italique, ni en « petit »…
- Le gras n'est utilisé que pour surligner le titre de l'article dans l'introduction, une seule fois.
- L'italique est rarement utilisé : mots en langue étrangère, titres d'œuvres, noms de bateaux, etc.
- Les citations ne sont pas en italique mais en corps de texte normal. Elles sont entourées par des guillemets français : « et ».
- Les listes à puces sont à éviter, des paragraphes rédigés étant largement préférés. Les tableaux sont à réserver à la présentation de données structurées (résultats, etc.).
- Les appels de note de bas de page (petits chiffres en exposant, introduits par l'outil «  Source ») sont à placer entre la fin de phrase et le point final[comme ça].
- Les liens internes (vers d'autres articles de Wikipédia) sont à choisir avec parcimonie. Créez des liens vers des articles approfondissant le sujet. Les termes génériques sans rapport avec le sujet sont à éviter, ainsi que les répétitions de liens vers un même terme.
- Les liens externes sont à placer uniquement dans une section « Liens externes », à la fin de l'article. Ces liens sont à choisir avec parcimonie suivant les règles définies. Si un lien sert de source à l'article, son insertion dans le texte est à faire par les notes de bas de page.
- La présentation des références doit suivre les conventions bibliographiques. Il est recommandé d'utiliser les modèles {{Ouvrage}}, {{Chapitre}}, {{Article}}, {{Lien web}} et/ou {{Bibliographie}}. Le mode d'édition visuel peut mettre en forme automatiquement les références.
- Insérer une infobox (cadre d'informations à droite) n'est pas obligatoire pour parachever la mise en page.

Pour une aide détaillée, merci de consulter Aide:Wikification.
Si vous pensez que ces points ont été résolus, vous pouvez retirer ce bandeau et améliorer la mise en forme d'un autre article.
Singles
1. Idle Hands
Sortie : 5 février 2024
2. Residue
Sortie : 12 avril 2024

From Hell I Rise est le premier album solo du guitariste du groupe américain de thrash metal Slayer, Kerry King. Il est sorti le 17 mai 2024 via Reigning Phoenix Music. C'est le premier album de Kerry King depuis la dissolution de Slayer en 2019.
Les autres membres du groupe sont Mark Osegueda (Death Angel) au chant, Phil Demmel à la guitare (ex-Vio-lence, ex-Machine Head), Kyle Sanders à la basse (Hellyeah) et Paul Bostaph à la batterie (ex-Forbidden, ex-Testament, ex-Slayer et ex-Exodus).
Deux singles ont été publiés pour l'album et sont Idle Hands, sorti le 5 février 2024, et Residue le 12 avril 2024.

## Contexte et enregistrement
Le travail sur From Hell I Rise a commencé dès 2020. Paul Bostaph, a déclaré en août que lui, et King travaillaient sur un nouveau projet qui "sonnerait comme Slayer sans que ce soit Slayer - mais pas intentionnellement".
Les progrès sur l'album sont restés lents au cours des trois années suivantes. King a affirmé dans une interview de janvier 2024 avec le magazine Metal Hammer que cela avait été « fait depuis juin » 2023, avec une production assurée par Josh Wilbur. Environ cinq mois après son achèvement, King a laissé entendre qu'il allait sortir le premier album de son nouveau projet en 2024 ; ce projet s'est révélé plus tard être son premier album solo. Les détails de l'album, y compris son titre, sa date de sortie et sa programmation, ont été annoncés le 5 février 2024, et son premier single "Idle Hands" a été publié le même jour.

## Liste des morceaux
Toutes les chansons sont écrites et composées par Kerry King.
| From Hell I Rise | From Hell I Rise              | From Hell I Rise | From Hell I Rise | From Hell I Rise | From Hell I Rise | From Hell I Rise | From Hell I Rise | From Hell I Rise | From Hell I Rise |
| No               | Titre                         | Durée            |                  |                  |                  |                  |                  |                  |                  |
| ---------------- | ----------------------------- | ---------------- | ---------------- | ---------------- | ---------------- | ---------------- | ---------------- | ---------------- | ---------------- |
| 1.               | "Diablo"                      | 1:54             |                  |                  |                  |                  |                  |                  |                  |
| 2.               | "Where I Reign"               | 3:50             |                  |                  |                  |                  |                  |                  |                  |
| 3.               | "Residue"                     | 4:40             |                  |                  |                  |                  |                  |                  |                  |
| 4.               | "Idle Hands"                  | 3:45             |                  |                  |                  |                  |                  |                  |                  |
| 5.               | "Trophies Of The Tyrant"      | 3:32             |                  |                  |                  |                  |                  |                  |                  |
| 6.               | "Crucifixation"               | 5:14             |                  |                  |                  |                  |                  |                  |                  |
| 7.               | "Tension"                     | 2:47             |                  |                  |                  |                  |                  |                  |                  |
| 8.               | "Everything I Hate About You" | 1:21             |                  |                  |                  |                  |                  |                  |                  |
| 9.               | "Toxic"                       | 3:54             |                  |                  |                  |                  |                  |                  |                  |
| 10.              | "Two Fists"                   | 3:36             |                  |                  |                  |                  |                  |                  |                  |
| 11.              | "Rage"                        | 3:24             |                  |                  |                  |                  |                  |                  |                  |
| 12.              | "Shrapnel"                    | 5:01             |                  |                  |                  |                  |                  |                  |                  |
| 13.              | "From Hell I Rise"            | 3:33             |                  |                  |                  |                  |                  |                  |                  |
| 46:37            |                               |                  |                  |                  |                  |                  |                  |                  |                  |

## Personnel
Les musiciens
- Kerry King – guitares
- Mark Osegueda – chant
- Phil Demmel – guitares
- Kyle Sanders – basse
- Paul Bostaph – batterie

Production
- Josh Wilbur - producteur

## Classements hebdomadaires
| Classement (2024)                  | Meilleure place |
| ---------------------------------- | --------------- |
| Allemagne (Media Control AG)       | 3               |
| Autriche (Ö3 Austria Top 40)       | 4               |
| Belgique (Flandre Ultratop)        | 56              |
| Belgique (Wallonie Ultratop)       | 45              |
| Écosse (OCC)                       | 7               |
| Finlande (Suomen virallinen lista) | 16              |
| France (SNEP)                      | 62              |
| Japon (Oricon)                     | 24              |
| Pays-Bas (Mega Album Top 100)      | 73              |
| Royaume-Uni (UK Albums Chart)      | 75              |
| Royaume-Uni (Rock & Metal Albums)  | 1               |
| Suisse (Schweizer Hitparade)       | 5               |